# Резаль, Жан
Луи́ Жан Викто́р Анн Реза́ль (фр. Louis Jean Victor Anne Résal; 22 октября 1854, Безансон — 14 ноября 1919, Париж) — французский механик, инженер-мостостроитель и педагог, автор научных трудов.
Старший сын Анри Эме Резаля (фр. Henry Aimé Résal) и Габриэль Ивонн Шарлотты Урсулы Берто (фр. Gabrielle Yvonne Charlotte Ursule Berthot).
Высшее образование получил в Политехнической школе в Париже и затем в Школе дорог и мостов. С 1893 года был профессором теории постройки мостов в этом учреждении, с 1895 года — профессором прикладной механики там же. С 1878 года руководил дорогами в Луаре, с 1892 (или 1896) года — водными коммуникациями Парижа. Участвовал в большом количестве проектов строительства мостов и туннелей во Франции, Швейцарии, французских колониях. В 1906 году разработал первый в истории Франции регламент применения железобетона. В январе 1919 года за свои заслуги стал командором Ордена Почётного легиона.
Был известен как теоретик и конструктор металлических мостов. Из построенных им мостов в техническом отношении выделялись Барбенский мост на канале Нант — Брест и мосты Мирабо и Александра III в Париже, также пешеходный мост Федерба в Сенегале. 

## Печатные труды
Кроме многочисленных работ в «Annales des ponts et des chaussées», ему принадлежат следующие сочинения: 
- «Etude sur la stabilité des ponts métalliques en arc» (Париж, 1882)
- «Ponts métalliques» (там же, 1885—89, 2 тома; 2-е издание — 1893)
- «Ponts en maçonnerie» (там же, 1887—1889, 2 тома)
- «Constructions métalliques. Elasticité et résistance des matériaux» (1892) — вместе с Е. Деграном.